# Museo della scuola
Il Museo della scuola (ted. Schulmuseum) con sede a Bolzano è il primo nel suo genere in Italia su modello di molti altri musei analoghi nella Mitteleuropa, inaugurato nel 1995.

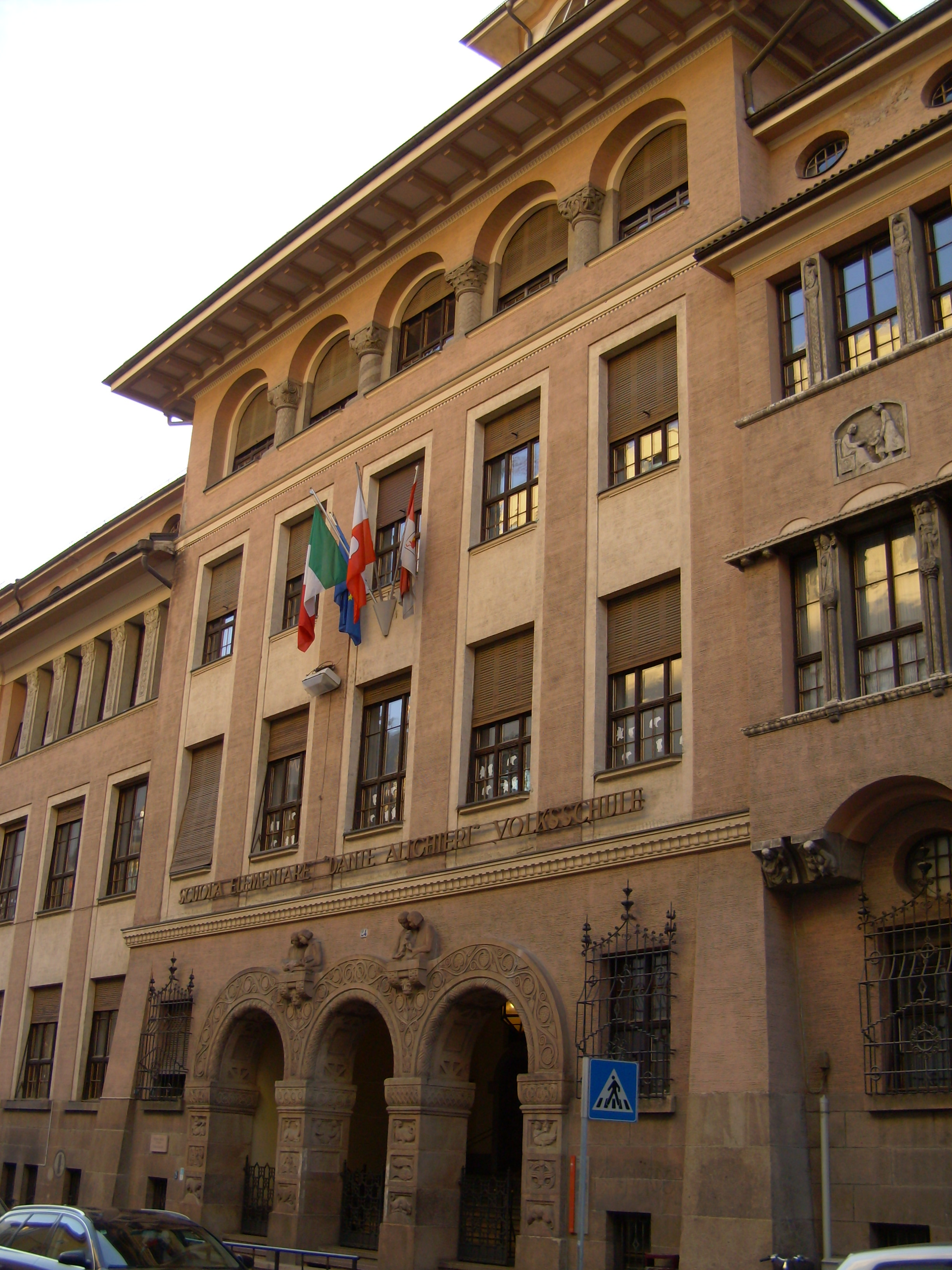
La prima sede del museo

## Punti di interesse
Il museo ha l'obiettivo di far ripercorrere nei visitatori le proprie esperienze personali che sono allo stesso tempo la storia di tutti e vuole documentare alle nuove generazioni l'evoluzione degli ambienti scolastici e dei metodi d'apprendimento. Il museo è ricco di fotografie che riportano aspetti della vita quotidiana scolastica fra Tirolo, Trentino, Vorarlberg e Carinzia e il materiale esposto mostra il passato didattico delle tre culture che abitano la regione. Oltre ad essere il primo museo della scuola d'Italia è anche dedicato alle minoranze linguistiche.

## L'edificio
Il museo da febbraio 2015 è ospitato nella antica scuola di Rencio, presso l'edificio già noto come ex Agnello (Lamplhaus, già König e Windegg), un edificio tardorinascimentale, già sede della scuola locale. Il museo appartenente alla Città di Bolzano è stato situato fino a giugno 2013 nello storico edificio della Elisabethschule, eretta nel 1911 su progetto di Gustav Nolte, che oggi ospita la scuola elementare Dante Alighieri, e si trova in pieno centro storico nell'elegante via Cassa di Risparmio.